# Sortisatio
Unter Sortisatio versteht man in der Musiktheorie den spontanen kollektiven Gesang. Beispiele dafür sind Villanellen, Cantica Rustica und Bawrenlieder. Der Musiktheoretiker Heinrich Faber bezeichnete es in seinem Werk Musica Poetica als das „ungeschulte Musizieren“, da Sortisatio zumeist in der Kirchenmusik und dem ländlichen Gesang vorkam. Die Sortisatio bildet demnach zusammen mit der Compositio die Musica Poetica.
Das Wort Sortisatio stammt aus dem lateinischen Substantiv sortisatio bzw. dem Verb sortisare. Sein genauer Ursprung ist jedoch in der Musikwissenschaft umstritten. Der Begriff wurde nachweislich bereits im 15. Jahrhundert in der Musiktheorie verwendet.